# Lípidos insaponificables
Los lípidos insaponificables o lípidos no saponificables son una clase de lipidos que no se hidrolizan en presencia de hidróxidos. En este se encuentran los esteroides, terpenos, prostaglandinas.

## Clasificación por estructura química

### Terpenos
Los terpenos, terpenoides o isoprenoides, son lípidos derivados del hidrocarburo isopreno (o 2-metil-1,3-butadieno). Los terpenos biológicos constan, como mínimo, de dos moléculas de isopreno. Algunos terpenos importantes son los aceites esenciales (mentol, limoneno, geraniol), el fitol (que forma parte de la molécula de clorofila), las vitaminas A, K y E, los carotenoides (que son pigmentos fotosintéticos) y el caucho (que se obtiene del árbol Hevea brasiliensis). Desde el punto de vista farmacéutico, los grupos de principios activos de naturaleza terpénica más interesantes son: monoterpenos y sesquiterpenos constituyentes de los aceites esenciales, derivados de monoterpenos correspondientes a los iridoides, lactonas sesquiterpénicas que forman parte de los principios amargos, algunos diterpenos que poseen actividades farmacológicas de aplicación a la terapéutica y por último, triterpenos y esteroides entre los cuales se encuentran las saponinas y los heterósidos cardiotónicos. 

### Esteroides

Colesterol; los 4 anillos son el núcleo de esterano, común a todos los esteroides.

Los esteroides son lípidos derivados del núcleo del hidrocarburo esterano (o ciclopentanoperhidrofenantreno), esto es, se componen de cuatro anillos fusionados de carbono que posee diversos grupos funcionales (carbonilo, hidroxilo) por lo que la molécula tiene partes hidrofílicas e hidrofóbicas (carácter anfipático).
Entre los esteroides más destacados se encuentran los ácidos biliares, las hormonas sexuales, las corticosteroides, la vitamina D y el colesterol. El colesterol es el precursor de numerosos esteroides y es un componente más de la bicapa de las membranas celulares. Esteroides Anabólicos es la forma como se conoce a las substancias sintéticas basadas en hormonas sexuales masculinas (andrógenos). Estas hormonas promueven el crecimiento de músculos (efecto anabólico) así como también en desarrollo de las características sexuales masculinas (efecto andrógeno).
Los esteroides anabólicos fueron desarrollados a finales de 1930 principalmente para tratar el Hipogonadismo, una condición en la cual los testículos no producen suficiente testosterona para garantizar un crecimiento, desarrollo y función sexual normal del individuo. Precisamente a finales de 1930 los científicos también descubrieron que estos esteroides facilitaban el crecimiento de músculos en los animales de laboratorio, lo cual llevó al uso de estas sustancias por parte de físicos culturistas y levantadores de pesas y después por atletas de otras especialidades. 
El abuso de los esteroides se ha diseminado tanto que hoy en día afecta el resultado de los eventos deportivos.

### Eicosanoides
Los eicosanoides o icosanoides son lípidos derivados de los ácidos grasos esenciales de 20 carbonos tipo omega-3 y omega-6. Los principales precursores de los eicosanoides son el ácido araquidónico, el ácido linoleico y el ácido linolénico. Todos los eicosanoides son moléculas de 20 átomos de carbono y pueden clasificarse en tres tipos: prostaglandinas, tromboxanos y leucotrienos.
Cumplen amplias funciones como mediadores para el sistema nervioso central, los procesos de la inflamación y de la respuesta inmune tanto de vertebrados como invertebrados. Constituyen las moléculas involucradas en las redes de comunicación celular más complejas.
- Datos: Q2734239